# 千葉真由佳
千葉 真由佳（ちば まゆか、1993年11月18日 - ）は、日本のフリーアナウンサー。青森県青森市出身。セント・フォース所属。
元TBSスパークル所属。

## 経歴
最終学歴は弘前大学人文学部卒業。
青森県立青森北高等学校在学中の2010年から2015年まで青森美少女図鑑・Seijo Styleで専属モデル活動を行う。
弘前大学2年生在学中の2013年7月に、「ミス・クリーンライスあおもり2013」に選ばれ、2016年3月まで全国各地で青森米PR大使を務める。合わせて2014年に「ミス弘大コンテスト2014」ファイナリストに選ばれた。
2016年4月、NHK青森放送局にキャスターとして入局。テレビでは2019年に「あっぷるワイド」同番組のキャスターを務めた他に「発見!あおもり深世界」のナレーション、全国高校野球中継のリポーター、サッカー天皇杯のピッチリポーターを務める。ラジオでは「北海道まるごとラジオ」「定時ニュース・気象情報」「あっぷるラジオアシスタント・中継リポート」を在籍期間である5年間に担当した。
2021年3月、NHK青森放送局を退局。同年6月よりTBSスパークル所属のフリーアナウンサーとして活動の他、中学生・高校生向け進路後援講師や母校の弘前大学トークセッションでゲストスピーカー等の経験を持つ。
2022年5月より、スカパー!「スポーツライブ」・「滝川英治のスポーツダイアリー」アシスタントMCを務める。2023年3月、同番組終了。
2022年10月より、TBSテレビ『THE TIME'』のキャスターとして活動。
2022年11月、コロナ期に一般男性と結婚したことを公表。情勢的に直接あいさつができない人が多かったり、アナウンサーという立場上、自身のプライベートな話題を発表しづらかったりしたため、既婚であることを明かす場面がなかったと語っている。2023年9月、『THE TIME'』を卒業。
2024年9月、TBS SPARKLEキャスター室を退所。2024年10月、セント・フォース入所。

## 人物・嗜好
特技は、津軽弁・青森観光案内。
取得資格は、防災士・社会調査士・あおもり食育検定・アロマテラピー検定1級・パーソナルカラー検定2級・日本漢字能力検定2級。

## 過去の担当番組
- TBS NEWS（2021年6月 - 2022年9月30日） - キャスター
- THE TIME'（2022年10月3日 - 2023年9月29日） - キャスター[6]